# Зоротовичи
Зоротовичи (укр. Зоротовичі) — село в Добромильской городской общине Самборского района Львовской области Украины.
Население по переписи 2001 года составляло 527 человек. Занимает площадь 0,604 км². Почтовый индекс — 82013. Телефонный код — 3238.